# Сахарная
Сахарная — река в России, на Кольском полуострове, протекает по территории Ловозерского района Мурманской области. Длина реки — 40 км, площадь водосборного бассейна — 756 км².
Начинается на южном склоне горы Слюдяная возвышенности Кейвы, течёт на юг по частично залесенной, частично заболоченной холмистой местности. Устье реки находится в 332 км по левому берегу реки Поной.
Основные притоки — Окуневый (лв, в 2,5 км от устья), река без названия (в 7,3 км от устья), Кульйок (пр, впадает в 8,4 км от устья), Узкая (пр, впадает в 12 км от устья), река без названия (в 17 км от устья), Быстрая (лв, впадает в 24 км от устья).

## Данные водного реестра
По данным государственного водного реестра России относится к Баренцево-Беломорскому бассейновому округу, водохозяйственный участок реки — река Поной. Речной бассейн реки — бассейны рек Кольского полуострова и Карелии, впадает в Белое море.